# Onjatsy
Onjatsy is een plaats en gemeente in Madagaskar gelegen in het district Vohipeno van de regio Vatovavy-Fitovinany. Er woonden bij de volkstelling in 2001 ongeveer 8000 mensen.
In de plaats is basisonderwijs en voortgezet onderwijs voor jonge kinderen beschikbaar. 98% van de bevolking is landbouwer. Het belangrijkste gewas is rijst, maar er wordt ook koffie, suikerriet en cassave verbouwd. 1,5% van de bevolking is werkzaam in de dienstensector en de overige 0,5% voorziet in zijn levensbehoefte via de visserij.